# Wiktor Triegubowicz
Wiktor Iwanowicz Triegubowicz (ros. Виктор Иванович Трегубович, ur. 1935, zm. 1992) – radziecki reżyser filmowy. Ludowy Artysta RFSRR.
Ukończył studia na wydziale reżyserskim WGIK w klasie Michaiła Romma. Najbardziej znany z wyreżyserowania radziecko-fińskiego filmu pt. Zaufanie.

## Wybrana filmografia
- (1971) Daurija
- 1974: Być kobietą
- 1976: Zaufanie
- 1977: Sprzężenie zwrotne
- 1981: Trzy razy o miłości
- 1983: Magistrala